# Moquegua
Moquegua é uma cidade do sul do Peru, capital do departamento Moquegua e da província de Mariscal Nieto. Tem cerca de 55 mil habitantes.

## Etimologia
A origem do topônimo  é desconhecida, mas acredita-se que já existisse antes da chegada dos Incas.
| Idioma             | Palavra             | Origem                                                   | Significado                                           |
| ------------------ | ------------------- | -------------------------------------------------------- | ----------------------------------------------------- |
| Quéchua meridional | Moquehua            | Muki: "úmido ou molhado" e Hua: "comiseração ou lástima" | "Uma terra fértil, capaz de abrigar muito mais gente" |
| Aimará             | Mukihua ou Mukihuaa | Muki: "úmido ou molhado"; Huaa: "em boa hora"            | "Em boa hora ter uma terra úmida"                     |

Por volta de  1120, quando da chegada dos incas (especificamente de Mayta Cápac) ao Collasuyo, na região de Moquegua, os chefes incas encontraram várias tribos que conviviam em paz, conquistando-as e fundando duas novas aldeias, "Cuchuna" e "Moquehua", integrando-as à jurisdição do Collasuyo, como parte dos reinos aimarás conquistados pelo império inca.